# Epimetopus thermarum
Epimetopus thermarum är en skalbaggsart som beskrevs av Schwarz och Barber 1918. Epimetopus thermarum ingår i släktet Epimetopus och familjen Epimetopidae. Inga underarter finns listade i Catalogue of Life.